# Delnice
Delnice (kroatisk udtale: [děːlnit͡se̞ ]) er en by i det vestlige Kroatien, den største bosættelse i den bjergrige region Gorski Kotar, i Primorje-Gorski Kotar distrikt. Byen har en befolkning på 4.379, og kommunens samlede befolkning er 5.952 (2011). Delnice er Gorski Kotars hovedby.

## Historie
Byen blev første gang nævnt i et dokument fra 1482 udstedt af  Kroatiens parlament Sabor. I slutningen af det 19. og begyndelsen af det 20. århundrede var Delnice en distriktshovedstad i Modruš-Rijeka-distriktet i Kongeriget Kroatien-Slavonien. 

## Turisme
Delnice tilbyder sammen med det omkringliggende amt Gorski Kotars uberørte natur et væld af udendørs muligheder for en aktiv ferie. Blandt  aktiviteterne er cykling, bjergbestigning, klatring, løb, vandreture, langrend, skiløb, langrend, snowboard, camping, kajaksejlads, riverafting og jagt. Delnice har mange butikker, barer og restauranter.